# Olean (New York)
Olean ist eine Stadt im US-amerikanischen Bundesstaat New York. Das U.S. Census Bureau hat bei der Volkszählung 2020 eine Einwohnerzahl von 13.937 ermittelt.
Olean ist das wirtschaftliche und kulturelle Zentrum des im Westen des Staates gelegenen Cattaraugus County.

## Geschichte

### Gründerzeit
„Olean Point“ war die erste dauerhafte Siedlung innerhalb der heutigen Grenzen des Cattaraugus County. 1802 bereiste Benjamin Van Campen als erster die Region, um für die Holland Land Company Land zu vermessen. Daraufhin kauften die Siedler Adam Hoops und David Heuston wegen des Holzreichtums und der gleichzeitigen Nähe zum Allegheny River auf dem Gebiet des heutigen Olean 20.000 Morgen Land.
1804 kam Hoops Bruder Robert, ein Landbevollmächtigter, in die Region, und ließ ein Blockhaus am Flussufer errichten, welches das erste dauerhafte Gebäude der Siedlung werden sollte. Im Zuge der Siedlungsplanung erhielt das heutige Olean zunächst den Namen „Hamilton“ zu Ehren des beliebten Staatsmannes Alexander Hamilton. Jedoch war die Verwendung der ursprünglich gebräuchlichen Bezeichnung Olean Point weiterhin stark verbreitet.
1823 fand sich der Name „Olean“ erstmals auf einer Landkarte. Ab dieser Zeit wurde auch von Olean Point das Point weggelassen. Dabei leitet sich der Name „Olean“ vom lateinischen Wort für „Öl“ ab. Anderen Quellen zufolge wurde mit dem Namen Olean Shepard, das erste vor Ort geborene, weiße Kind, geehrt.
Der erste Landbesitzer von Olean, Adam Hoops, spekulierte ursprünglich darauf, dass Olean über den Allegheny River in Zukunft ein „Tor zum Westen“ werden könnte. Stattdessen war seiner Unternehmung auf lange Sicht kein wirtschaftlicher Erfolg beschienen, so dass er die erworbenen Ländereien letztendlich nicht abbezahlen konnte und den Rest seines Lebens in Armut fristen musste. Der wirtschaftliche Aufstieg von Olean sollte erst viel später und viele Jahre nach dem Tod von Adam Hoops seinen Anfang nehmen.

### Beginn des Aufschwungs
In den nächsten Jahren kamen viele Siedler nach Olean, von denen manche in der Region blieben, während andere weiter nach Westen zogen. Aufgrund der vorhandenen Ressourcen blühten ab den 1820er und 1830er Jahren insbesondere die Holzwirtschaft, die Landwirtschaft und die Gerberei der Region auf.
Der Bau des Genessee Valley Canal begann im Jahr 1836, wodurch Städte des westlichen New York State mit dem Allegheny River verbunden werden sollten. Auf dieses Großprojekt setzte man in Olean viel Hoffnung, dass letztendlich doch noch Adam Hoops Traum vom „Tor zum Westen“ Realität werde. Der Kanal erwies sich allerdings sehr bald als Fehlinvestition und wurde bereits 1878 geschlossen. Jedoch entwickelte sich Olean im Zuge des zunehmenden Ausbaus der Eisenbahnlinien in etwa um dieselbe Zeit zu einem wichtigen Verkehrsknotenpunkt des Schienenverkehrs und somit doch noch zu einem wichtigen Durchgangspunkt in den amerikanischen Westen: Die Eisenbahnlinien „New York & Erie“, „Buffalo, New York & Philadelphia“, „Pittsburgh, Shawmut & Northern“ sowie „Olean, Bradford & Warren“ führten allesamt nach Olean, so dass sich die Stadt zu dieser Zeit zu einem großen aber gleichzeitig diversifizierten Industriestandort entwickelte.

### Ölboom
Unter allen ansässigen Industrien stellte die Erdölindustrie bald das mit Abstand wichtigste wirtschaftliche Standbein von Olean dar. Diesbezüglich waren bereits 1627 nur rund 18 km nördlich der Stadt die ersten Ölquellen auf nordamerikanischem Boden entdeckt worden. Zwischen 1865 und 1930 wurde aus den Ölfeldern um Olean weltweit das meiste Erdöl gewonnen. 1893 wurde Olean zur Stadt erklärt. Mit dem Aufstieg der Automobilindustrie kam es um die Jahrhundertwende zu einer enormen Nachfrage nach Benzin, also einem Veredelungsprodukt der Erdölindustrie. Das Erdöl wurde daraufhin über die weltweit erste Pipeline bis nach Beyonne im Staat New Jersey transportiert und einige lokale Unternehmer wurden infolge dieses Booms sehr reich. Zu dieser Zeit war ca. jeder vierte Einwohner von Olean in der Erdölindustrie beschäftigt.
Ab ca. 1930 brach die Erdölgewinnung rund um Olean zunehmend ein, was vor allem auf die Entdeckung großer Erdölvorkommen in Oklahoma und Texas zurückzuführen war. Obwohl das dort geförderte Öl eine geringere Qualität als das Erdöl von Olean aufwies, konnte es mit deutlich weniger Aufwand und somit viel kostengünstiger gewonnen werden, zumal es sich sehr viel näher an der Erdoberfläche befand. Rund um Olean musste man stattdessen hunderte Meter tief durch Erde und Gestein bohren, um das Erdöl zu erreichen. 1954 zog die Socony Oil Company von Olean nach Ferndale um, was dem endgültigen Ende der Erdölgewinnung in Olean gleichkam.

### Olean zur Zeit der Prohibition
Die Zeit der Prohibition (1919–1933) wirkte sich verheerend auf die sich gerade noch als aufstrebend erweisende lokale Wirtschaft aus. Darüber hinaus wurde Olean aufgrund seiner „strategischen“ Lage zwischen New York City und Chicago regelmäßig von berühmten Mobstern dieser Zeit aufgesucht. So besuchte z. B. Al Capone den Ort. Aufgrund der sich in der Stadt abspielenden, illegalen Aktivitäten, erlangte Olean schon bald als „Little Chicago“ nationale Berühmtheit.

## Wirtschaft und Infrastruktur
Im Hinblick auf seine Geschichte hat Olean seit den 1950er Jahren einen starken Strukturwandel durchgemacht und sich im Laufe dessen von einem Industriestandort in ein Dienstleistungszentrum gewandelt. Olean ist heute das wirtschaftliche und kulturelle Zentrum des Cattaraugus County sowie der angrenzenden Counties im Bundesstaat New York sowie in Pennsylvania. Die geographische Lage der Stadt bringt über ein sehr gut ausgebautes Straßennetz einfache Verbindungen zu größeren Städten in den USA wie Buffalo, Rochester, Binghamton, New York City und Boston sowie nach Kanada mit sich.

## Gebäude

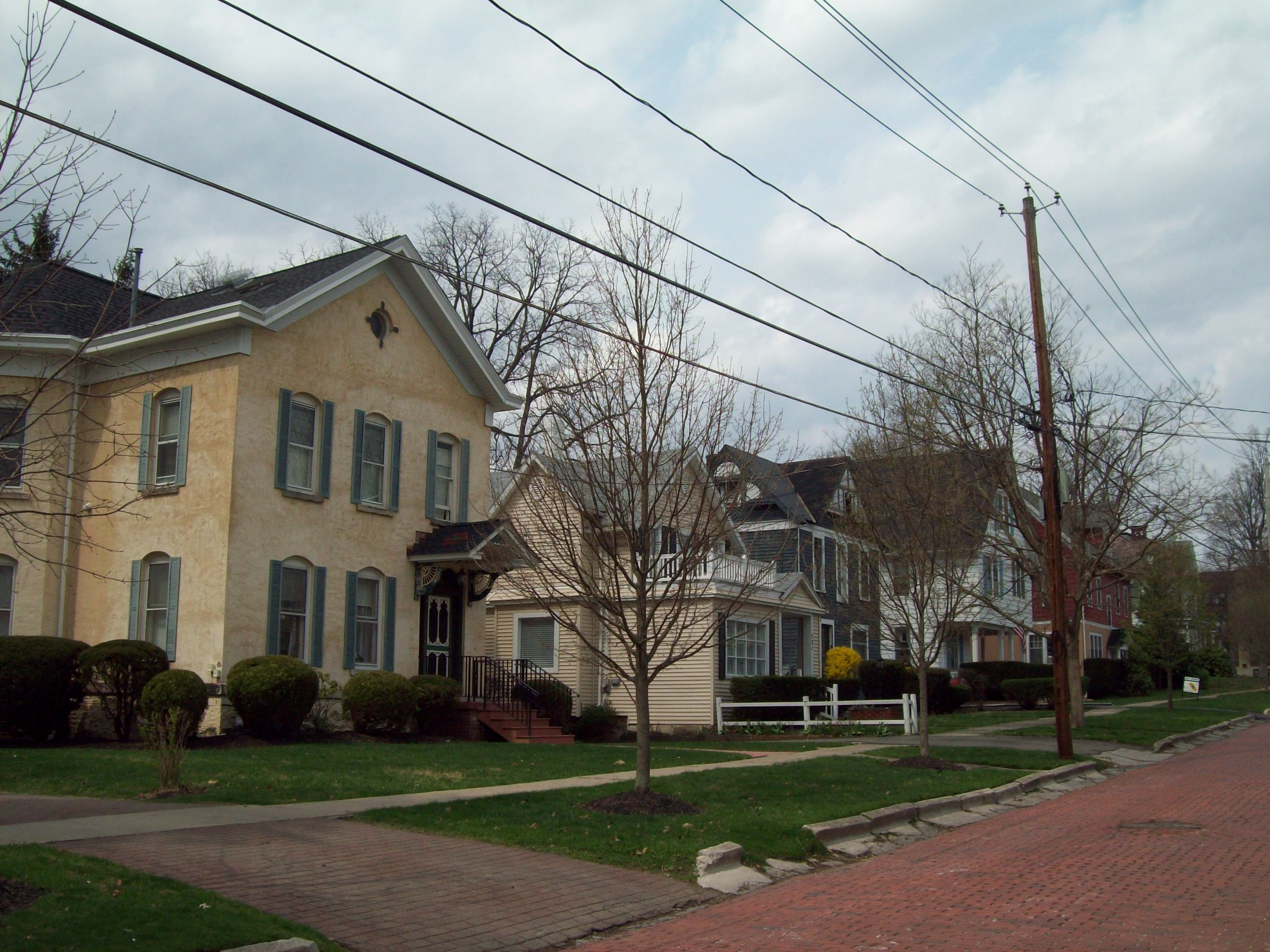
Oak Hill Park Historic District

Folgende Gebäude stehen im National Register of Historic Places: Beardsley-Oliver House, Conklin Mountain House, Oak Hill Park Historic District, Olean Armory, Olean Public Library, Olean School No. 10, St. Stephen's Episcopal Church Complex, Temple B'Nai Israel, Union and State Streets Historic District und  das United States Post Office.
Die römisch-katholische Kirche St. Mary of Angels erhielt 2017 durch Papst Franziskus den Titel einer Basilica minor.

## Persönlichkeiten

### Söhne und Töchter
- Harry E. Bergold junior (1931–1995), Diplomat
- George Harmon Coxe (1901–1984), Kriminalschriftsteller
- John F. Davidson (1908–1989), Konteradmiral der United States Navy
- Jeff Fahey (* 1952), Schauspieler
- James F. Hastings (1926–2014), Politiker
- Robert Lax (1915–2000), Dichter und Publizist
- John Francis O’Hern (1874–1933), Bischof von Rochester
- Bernard U. Taylor (1897–1987), Musikpädagoge
- Louis Zamperini (1917–2014), Olympiateilnehmer sowie Kriegsgefangener im Zweiten Weltkrieg

### Weitere Persönlichkeiten
- Frank W. Higgins (1856–1907), Politiker, Gouverneur des Staates New York von 1905 bis 1907, lebte in Olean und starb dort
- Frederick S. Martin (1794–1865), Politiker, starb in Olean